# 卡尔特
卡尔特是德国莱茵兰-普法尔茨州的一个市镇。总面积5.36平方公里，总人口473人，其中男性241人，女性232人（2011年12月31日），人口密度88人/平方公里。